# Kettil Jamte
Kettil Jamte (Ketil Jamti, Kjettil Jämte), Kettil Anundsson, var under 700-talet den förste till namnet kände nybyggaren i Jämtland enligt sagalitteraturen.

## Historia
Enligt den isländske historieskrivaren Snorre Sturlasson var Kettil son till Anund Jarl i Sparbu i norra Tröndelagen. 
Vid mitten av 700-talet drog han enligt Snorre med en stor mängd folk, boskap och bohag österut över Kölen, röjde skogar och odlade upp stora bygder som sedan fick namnet Jamtland (Jämtland) efter honom.
Orsaken till utvandringen var att kung Eystein (Östen), med tillnamnet "den onde", härjade så svårt i Tröndelagen att många flydde ur landet.
Berättelsen om Kettil finns omnämnd i två av Snorres berättelser i Heimskringla, dels i Olav den heliges saga, dels i Håkon den godes saga.
En sonson till Kettil, Tore Helsing, tvingades enligt Håkon den godes saga efter ett dråp att fly österut. Han odlade sedan upp de inre delarna av Hälsingland, och gav så småningom namnet till hela landskapet.